# Orgon
Orgon ist der Name einer von Wilhelm Reich (1897–1957) behaupteten universalen Energie. Reich glaubte, sie Ende der 1930er Jahre an einer von ihm so genannten Bionkultur entdeckt zu haben. Für die Existenz einer solchen Energie gibt es keine  wissenschaftlich anerkannten Nachweise.
Reich entwickelte auf der Grundlage seiner Orgon-Hypothese eine „Orgontherapie“ und die als Pseudowissenschaft geltende „Orgonomie“, mit der er die Wirkung der Orgonenergie auch in Bereichen wie Mikrobiologie, Physik und Meteorologie nachzuweisen suchte.

## Reichs Ausgang von der Psychoanalyse
Vor seiner behaupteten „Entdeckung des Orgons“ war Reich, der nach seiner Promotion zum Dr. med. in Wien unter Wagner-Jauregg zum Psychiater ausgebildet worden war, zwei Jahrzehnte als Psychoanalytiker tätig. In Weiterführung von Freuds Libidotheorie hatte Reich als Kriterium für eine erfolgreich abgeschlossene Psychoanalyse das Erreichen der orgastischen Potenz vorgeschlagen. Er entwickelte aus therapeutischen Techniken, die ihm geeignet erschienen Widerstände des Patienten gegen das Erreichen dieses Therapieziels zu überwinden (Widerstandsanalyse), die Charakteranalyse. 
Freud bewirkte 1934, dass Wilhelm Reich aus allen psychoanalytischen Vereinigungen ausgeschlossen wurde. 
Reich entwickelte die so genannte Vegetotherapie; körperliche Prozesse sollten einbezogen werden. Reich knüpfte u. a. an das von dem damals berühmten Mediziner Friedrich Kraus entwickelte Konzept der „vegetativen Strömung“ an. 
Die „Orgontherapie“ wird von manchen als eine Fortsetzung dieser Entwicklung gesehen.

### Das Konzept der orgastischen Potenz
Freuds Annahme zur Libido war, dass die primäre Funktion des „Neuronensystems“ sei, Energie unverzüglich und vollständig zur Abfuhr zu bringen und die sekundäre Funktion, Energie in bestimmten Neuronen und Neuronensystemen zu speichern. Freud ging davon aus, dass Störungen der Psyche durch Verhinderung der freien Entladung dieser libidinösen Energie in der Kindheit entstünden, z. B. durch moralische Verbote bestimmter lustvoll besetzter Handlungen, überbehütendes oder übermäßig strenges Verhalten der Eltern etc. Auf diesem Konzept baute Reich seine Theorie der orgastischen Potenz auf.
Reich war in seiner klinischen Arbeit mit seinen Patienten zu dem Schluss gekommen, dass Neurotiker generell eine sexuelle Störung im Erleben des Orgasmus hätten. Er definierte solch eine Orgasmusstörung nicht wie die medizinische Forschung als Beeinträchtigung der Fähigkeit, (irgend)einen Orgasmus zu erleben, sondern eher anhand der Empfindungsfähigkeit beim gesamten Geschlechtsakt. In einer Rede vor dem Psychoanalytischen Kongress in Salzburg (1924) beschrieb er die orgastische Potenz als die Fähigkeit, sich „den Strömen der biologischen Energie ohne Hemmung hinzugeben“, die Fähigkeit „zur vollständigen Entladung aller aufgestauten Sexualerregung durch unwillkürliche, lustvolle Kontraktionen des Körpers.“
So nahm er zum Beispiel an, dass ein Mann, der zwar eine Erektion haben kann, aber während des Geschlechtsakts keine „tiefen“ Empfindungen hat, durch Gedanken übermäßig abgelenkt wird bzw. sich selbst ablenkt oder allzu sehr bemüht ist, „gut“ zu sein, und dann beim Orgasmus nur ein mehr oder minder kurzes „Aufflammen“ der Befriedigung erlebt, keine volle orgastische Potenz erreiche. Die „orgastische Impotenz“ – die Unfähigkeit zur vollständigen Energieabfuhr – bewirkt laut Reich eine Stauung der Libido, die je nach Ausmaß zu neurotischen Störungen führen kann.

### Charakteranalyse und Charakterpanzerung
Auf der Grundlage seiner Arbeit im „Wiener Seminar für Psychoanalytische Therapie“ kam Reich zu einer von der Freudschen Analyse abweichenden Erklärung der Phänomene Widerstand und Übertragung. Nach Reich ist der Widerstand eines Patienten durch dessen „Körperpanzerung“ verursacht. Jeder Patient reagiere gemäß seiner Körperpanzerung auf die Therapie mit einer spezifischen Abwehr, die unterschiedliche Formen annehmen kann. Diese individuelle Organisation der Abwehrmuster nannte Reich den „Charakterpanzer“. Er nahm an, der Charakterpanzer sei das Resultat der erstarrten Lebensgeschichte eines Menschen („die funktionelle Summe aller vergangenen Ereignisse“).
Hierbei wies Reich, ebenso wie Freud, Erlebnissen der frühen Kindheit eine entscheidende Rolle zu. Nach Reich sind dabei Zeitpunkt und Intensität der Konflikte, ihre Art (wie bei Freud differenziert nach oralen, analen und genitalen Aspekten), das Verhältnis zwischen Triebbefriedigung und Frustration, das Ausmaß der Identifikation mit dem gleichgeschlechtlichen Elternteil und die Widersprüche im versagenden Verhalten des Elternteils wichtige Einflussgrößen für die Ausbildung der Charakterpanzerung. Durch die Wechselwirkung dieser Faktoren kann es zu einem breiten Spektrum unterschiedlicher neurotischer Charakterstrukturen kommen. Reich unterscheidet folgende Haupttypen:
- Phallisch-narzisstischer Charakter: maskuline Mutter, Liebesregung für sie verdrängt, Abwertung aller Frauen, evtl. Homosexualität;
- Passiv-femininer Charakter: in analer Phase übermäßig strenge Mutter, Nachgiebigkeit und Unterwerfung charakteristisch, auch (unter weiteren Bedingungen) Masochismus möglich; andere Form, wenn Vater sehr streng: Sohn muss Hassgefühle gegen Vater verdrängen und sich hinter weiblich-unterwürfiger Charaktermaske verstecken;
- Männlich-aggressiver Charakter: strenger Vater verhält sich gegenüber Weiblichkeit der Tochter zurückweisend, Weiblichkeit wird verdrängt, Identifikation mit Härte und Stärke;
- Hysterischer Charakter: Liebe von Tochter zu Vater wird mit Moral und Repression bestraft, genitale Angst wird zum dominanten Gefühl; Lolita (Koketterie, dann „nicht wissen, was das soll“).
- Zwangscharakter: frühe, strenge Reinlichkeitserziehung führt zu Unterdrückung von genitalem Interesse und genitaler Aktivität. Gewalttätige und sadistische Bedürfnisse werden kontrolliert und nur in Phantasie ausgelebt. Zur Niederhaltung der sadistischen Impulse werden Kontroll- und Ordnungsmechanismen genutzt.
- Masochistischer Charakter: hinter masochistischer Selbstverkleinerung stehen unfähiger Ehrgeiz und angstbeseelte Größensucht. Unbefriedigte Sexualspannung, Lustangst (Masochismus als Begehren, gegen den eigenen Willen zur Befriedigung gebracht zu werden).

In den Arbeiten Alexander Lowens, die stark auf Reich aufbauen, sind diese Haupttypen noch um den schizoiden und oralen Charaktertypus erweitert worden (siehe Artikel „Bioenergetische Analyse“; Abschnitt „Charakterstrukturen“).
In seinen weiteren klinischen Arbeiten beobachtete Reich, dass sich eine bestimmte Charakterpanzerung auch physisch in ebenso typischen muskulären Spannungen manifestiert. Aus dieser Erkenntnis entwickelte er die Vegetotherapie:

### Vegetotherapie
Schon ab 1934 fasste Reich die Charakterpanzerung nicht mehr nur als rein psychische Panzerung auf, sondern ging davon aus, dass diese sich zugleich in einer „muskulären Panzerung“ äußert. Die Neurose äußert sich damit auch als chronische Störung der Beweglichkeit und des vegetativen Gleichgewichts. Psychische und somatische Erscheinungen werden als Aspekte einer Ganzheit gesehen. Reich übernahm das zugrunde liegende Konzept der „vegetativen Strömung“ von einem der damals führenden, gleichwohl umstrittenen Physiologen Friedrich Kraus.
Für Reich bilden physische Spannung und Entspannung die Grundlage für das Verständnis aller Lebensprozesse. Die „Lebensformel“ besteht sozusagen aus einem Viertakt: Mechanische Spannung – bioelektrische Ladung – bioelektrische Entladung – mechanische Entspannung. Obwohl Reich die Wichtigkeit dieses Viertaktes immer wieder betont, bleiben in seinen Werken „Expansion (Streckung, Weitung) und Kontraktion (Abkugelung, Einengung)“ als „Urgegensätze vegetativen Lebens“ ebenfalls relevant.
Lust und Angst sind demnach als gegensätzliche Manifestationen desselben Mechanismus zu verstehen. Reich brachte diese Vorstellung mit der Reaktion des Organismus auf Acetylcholin (u. a. Weitung der Gefäße) oder Adrenalin (u. a. Verengung der Gefäße) in Verbindung. Angst führe demnach zu einer Kontraktion der Muskeln, Lust zu einer Weitung/Entspannung.
Die Verkrampfung der Muskulatur sei körperliche Folge des Verdrängungsprozesses sowie die Grundlage seiner Aufrechterhaltung. Reich betont, dass nie einzelne Muskeln, sondern immer Muskelgruppen, die einer bestimmten Funktionseinheit angehören, in Spannung geraten und die Struktur des Muskelpanzers und den Körperausdruck bestimmen. Er nennt beispielsweise den „hart-näckigen“ Widerstand als Veranschaulichung.
Reich unterteilt die Muskelpanzerung funktionell in sieben Segmente: das okuläre (Augen), orale (Mund), zervikale (Nacken), thorakale (Brust/Oberkörper), diaphragmatische (Zwerchfell), abdominale (Bauch) und pelvikale (Becken) Segment. Diese Einteilung ist nicht strukturell zu verstehen, sondern wurde nach den Gründen der Verspannung und ihrer Auswirkungen in diesen Bereichen vorgenommen.
Diese Annahmen waren ein Bruch mit dem klassischen, auf sprachliche Kommunikation beschränkten psychoanalytischen Behandlungsverfahren und führten zur Ausbildung körpertherapeutischer Methoden. Reich begann direkt am Körper des Patienten zu arbeiten. Dabei entwickelte er verschiedene Formen der physischen Intervention zur Beeinflussung der Muskelverspannung und der Atmung. Diese von Reich als Vegetotherapie bezeichnete Therapiemethode kann also als eine Kombination aus Charakteranalyse und Körperarbeit verstanden werden.
Reich beobachtete an seinen Patienten, dass es häufig bei der Bearbeitung der Muskulatur zu plötzlichen affektiven Ausbrüchen kommt, die (verdrängte) Erinnerungen hervorbringen können. Dies wurde später auch von anderen körpertherapeutisch Arbeitenden bestätigt (u. a. Alexander Lowen, Aadel Bülow-Hansen, Odd Havrevöld, Gerda Boyesen). Diese körpertherapeutischen Ansätze Reichs haben sich heute in vielen Therapieformen etabliert.

## Reichs Weg zur „Orgonomie“
Parallel zur Weiterentwicklung seiner Therapiemethode begann Reich ab 1934 im Osloer Exil mit experimenteller Laborarbeit. Seit seiner Studienzeit war Reich an den akademischen Naturwissenschaften interessiert und hatte die Entwicklung vor allem der Biologie verfolgt, speziell in Hinblick auf Erkenntnisse zur Sexualität, die in der Psychoanalyse eine zentrale Rolle spielt. Im Jahre 1934 sah er sich aufgrund seiner theoretischen Studien der Arbeiten des Zoologen und Naturphilosophen Max Hartmann, der Mediziner Ludwig Robert Müller (Die Lebensnerven) und Friedrich Kraus (Die Tiefenperson) und anderer herausgefordert, eine Synthese ihrer Arbeiten mit seinen Ideen zu versuchen. Dazu sah er eigene experimentelle Arbeit für erforderlich an. Nachdem Versuche, diese zusammen mit Universitätsinstituten durchzuführen, gescheitert waren, richtete er sich ein eigenes Labor ein. Dies war mit Lichtmikroskopen, einer Mikrofilmapparatur und einer Reihe von elektrischen Geräten und Instrumenten ausgestattet. Reichs Experimente waren zum einen elektrophysiologische, deren Ergebnisse er in zwei Abhandlungen mitteilte; zum anderen mikrobiologische, die er 1938 in dem Buch Die Bione veröffentlichte.
Als Bione bezeichnete er von ihm beobachtete mikroskopische Gebilde, die er als „Energiebläschen, die Übergangsstufen zwischen der leblosen und lebenden Substanz darstellen“, interpretierte. Sie entstünden „ständig in der Natur durch einen Auflösungsprozess anorganischer und organischer Materie, der sich experimentell nachvollziehen“ lasse.
Zunächst versuchte Reich, die von ihm beobachteten mikroskopischen Gebilde mittels der ihm bekannten physikalischen Theorien, speziell des Elektromagnetismus, zu interpretieren. Nachdem ihm dies für wesentliche Teile seiner Versuchsreihen nicht gelang, postulierte er die Existenz einer spezifisch biologischen Energie, der er den Namen „Orgon“ gab. Die akademische Wissenschaft hat sich mit Reichs Orgon-Arbeiten nur ganz am Rande befasst (s. Lit: Gebauer/Müschenich; Hebenstreit).

### Beschreibung der Orgonenergie
Im Sommer 1939 war Reich davon überzeugt, dass eine aus Meeressand gewonnene „Bion-Kultur“ sich derart „energetisch“ aufgeladen habe, dass sie an einem statischen Elektroskop einen Ausschlag produziere. Reich setzte seine Beobachtung am Meeressand in Beziehung zu eigenen Beobachtungen am Menschen. Vegetativ nicht gestörte Menschen erwirkten, so Reich, am stärksten vom Bauch und den Genitalien her, dass Gummi und Watte sich in derselben Weise energetisch aufluden, dass nach etwa 15 bis 20 Minuten Beeinflussung am statischen Elektroskop ein Ausschlag erfolge.
Anfangs war er davon überzeugt, dass der Sand, aus dem diese „Bione“ durch Glühen und Quellung entstünden, erstarrte Sonnenenergie sei. Es war für Reich daher naheliegend, Gummi und Watte der grellen Sonnenstrahlung auszusetzen, wobei sie vorher am Elektroskop keinen Ausschlag erzeugten, wohl aber nach dem Lagern in der Sonne. Verschiedene weitere Versuche hatten ihn aber zu der Annahme veranlasst, dass es sich bei der Energie, mit der er es zu tun habe, nicht um eine der bekannten physikalischen Arten von Energie handele. Reich nannte diese Energie ‚Orgon‘. Er behauptete, dass sie außer am pflanzlichen und tierischen Organismus auch im Erdboden, in der Atmosphäre und visuell, thermisch sowie elektroskopisch nachweisbar sei. Reich postulierte, dass Orgonenergie prinzipiell alle Arten von Materie mit unterschiedlicher Geschwindigkeit durchdringe und es demnach nicht möglich sei, einen völlig orgonfreien Raum zu schaffen, wohl aber Orte mit verschiedener Orgonkonzentration.

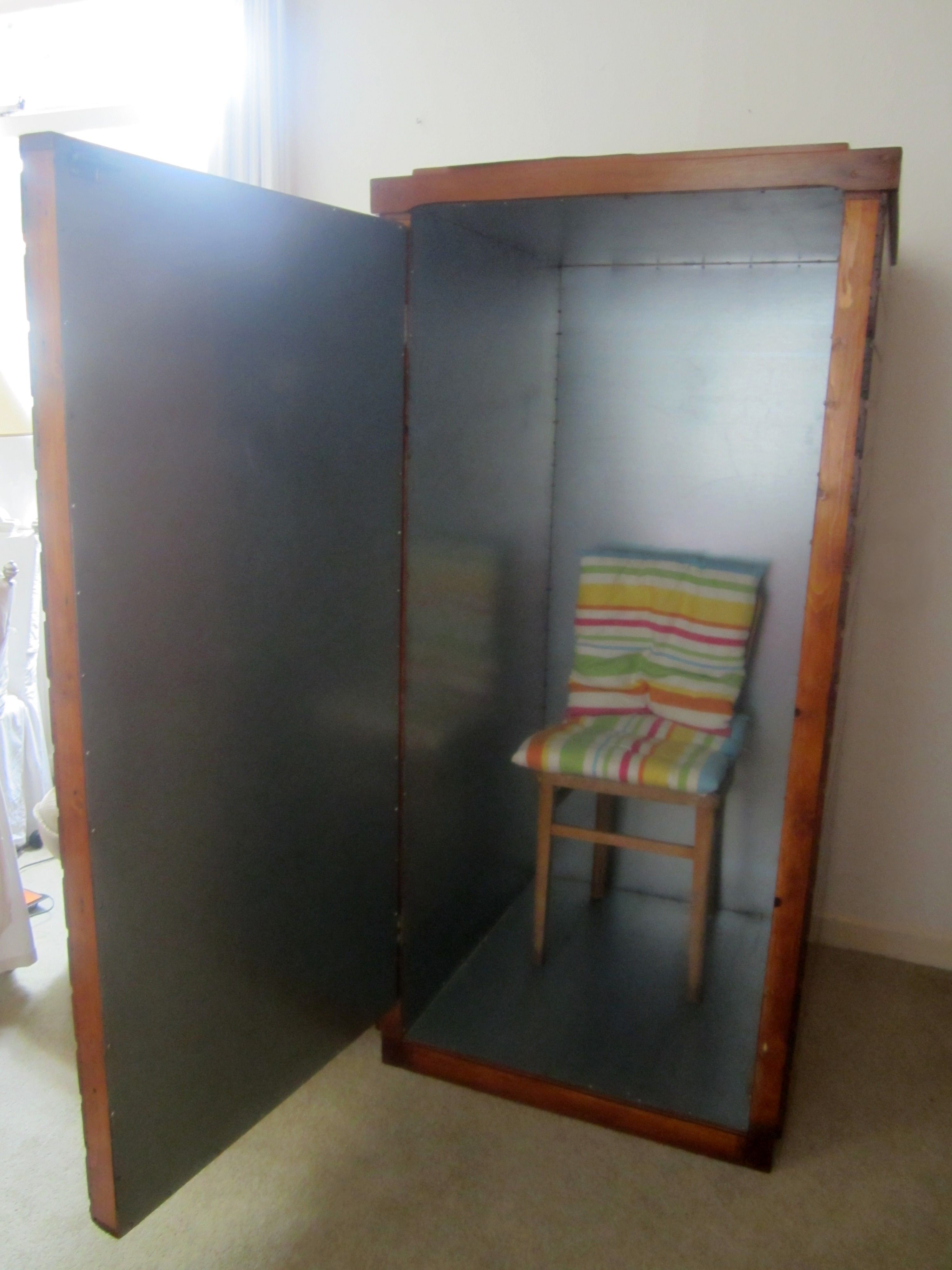
Orgonakkumulator

### Der Orgonakkumulator
Ein Versuch Reichs, (Orgon-)Strahlung der „Sandbione“ in einem Kasten aus Stahlblech (Faradayscher Käfig), der mit anorganischem Material (z. B. Steinwolle) umkleidet war, zu isolieren, überzeugte ihn davon, dass sich Orgonenergie aus der Atmosphäre darin akkumuliert habe, d. h. in höherer Konzentration als außerhalb vorhanden sei. Dieser Kasten war der Prototyp des sogenannten „Orgonakkumulators“, der später in verschiedenen Abmessungen gebaut wurde. Reich war der Meinung, dass organische Materie auf Kohlenstoffbasis (Holz, Gummi, Baumwolle etc.) Orgonenergie anziehe und langsam wieder abstrahle, Metall sie dagegen rasch weitergebe bzw. reflektiere. Reich meinte, eine höhere Konzentration von Orgon zu erreichen, wenn er einen Akkumulator mit mehreren Doppelschichten (organisches Material/Stahlwolle) benutzte.
Laut Reich hängt die Orgonakkumulation von verschiedenen Faktoren ab:
- Von der Art der verwendeten Materialien: „Plastik“ sei ein guter, Holz ein schlechter Orgonabsorber, für medizinische Zwecke sei nur Eisen als metallischer Werkstoff zu verwenden.
- Luftfeuchte: Geringere Luftfeuchtigkeit sei besser, da Wasser Orgonenergie stark anziehe (und über die Luftfeuchte abziehe). Eine relative Luftfeuchtigkeit von 40–50 % sei eine gute Bedingung für die Konzentrierung von Orgonenergie.
- Geographische Breite: Je näher zum Äquator der Orgonakkumulator aufgestellt werde (geringere nördliche Breite), desto besser sei die „Orgonakkumulation“.
- Höhe über dem Meeresspiegel: Je größer die Höhe über dem Meer sei, desto geringer sei jene Gaskonzentration in der Luft, die Orgonenergie abziehen könne.
- Bauart des „Orgonakkumulators“: Es finde eine nichtlineare Verstärkung der „Orgonakkumulation“ mit Steigerung der Anzahl der Doppelschichten statt.
- Räumlicher Abstand: Die Nähe des Orgon abstrahlenden Körpers zu den Innenwänden des kastenförmigen Orgonakkumulators beeinflusse nach Reich die Konzentration von Orgonenergie. Je geringer der Abstand, desto stärker sei die Orgonbestrahlung.
- Räumliche Dichte an „Orgonakkumulatoren“: Die räumliche atmosphärische Ladung werde mit steigender Anzahl der Akkumulatoren in einem Raum oder Gebäude vergrößert und desto größer sei die Leistung innerhalb eines Akkumulators.

Als Folge von Orgonakkumulation behauptete Reich folgende Phänomene:
- Es herrsche eine konstant höhere Temperatur im Innern des Orgonakkumulators gegenüber der Außentemperatur (die sogenannte oft zitierte „T0-T-Differenz“)
- Eine [elektrostatische oder elektrische Auf]Ladung biologischer Präparate habe Reich mit einem Elektroskop nachgewiesen
- Charakteristische [elektrostatische oder elektrische] Potentialveränderungen der Haut der Versuchspersonen, die sich in einem Reichschen „Orgonakkumulator“ aufgehalten hatten, seien beobachtbar
- Aufleuchten von Zinksulfid nach Durchbiegen einer mit Zinksulfid beschichteten Platte, die mehrere Tage im Orgonakkumulator belassen wurde, sei zu bemerken. Der Lichteffekt verschwinde, nachdem die Platte an der Luft gelegen habe oder öfter durchgebogen worden sei
- Leucht- und Lichtschwadenerscheinungen auf einer in den Orgonakkumulator eingebauten Platte, die mit einem fluoreszierenden Stoff beschichtet war, sei beobachtbar
- Das Reagieren einer Kompass-Magnetnadel beim Annähern an den Orgonakkumulator sei zu verzeichnen: Bei Annäherung zu den Mitten der vier oberen Kanten des quaderförmigen Reichschen Orgonakkumulatorkastens habe sich der magnetische Nordpol zum Orgonakkumulator eingestellt, bei Annäherung an die Mitten der vier unteren Kanten, der magnetische Südpol
- Ein geladenes Elektroskop entlade innerhalb des Orgonakkumulators deutlich langsamer als außerhalb
- Es habe Beobachtungen von pulsierendem Flimmern in der nächtlichen Atmosphäre gegeben – mit Hilfe des geschulten Auges und vor allem eines Teleskops mit 60-facher Vergrößerung

### Radioaktivität und tödliche Orgonenergie
Reich war davon überzeugt, in seinem „ORANUR-Experiment“ (Orgon Against Nuclear Radiation) die Wirkung von physikalischer Radioaktivität auf die Orgonenergie und umgekehrt untersucht zu haben. Dazu wurde ein Radiumpräparat in einen Orgonakkumulator eingebracht. Reich war der Meinung, hierbei eine „Erhöhung der Hintergrundstrahlung“ festgestellt zu haben. Das „Radium im Orgonakkumulator“ erziele „durch eine Bleiabschirmung hindurch eine höhere Impulsfrequenz, als sie in einiger Entfernung vom Akkumulator ohne Bleiabschirmung gemessen“ worden sei, und die „Atmosphäre im Orgonraum, im Akkumulator und im gesamten Umkreis des Laboratoriums“ habe sich [elektrostatisch] aufgeladen. In der Folge postulierte Reich zusätzlich die Existenz einer „Tödlichen Orgonenergie“ (DOR=deadly orgone energy) zur Erklärung negativer Wirkungen auf die Atmosphäre und lebende Organismen.

### Orgontherapie
Reich erweiterte nach der „Entdeckung des Orgons“ die Vegetotherapie zur Orgontherapie, bei der zusätzlich zu den psychoanalytischen und vegetotherapeutischen Elementen der Therapiemethode auch Geräte wie der Orgonakkumulator und der „DOR-Buster“ zur Anwendung kamen. Am Therapieziel der Erreichung der „orgastischen Potenz“ hielt Reich fest.

## Kritik

### Albert Einsteins Beurteilung der Orgonhypothese
Der erste Kritiker des Orgon-Konzepts, Albert Einstein, war nicht von sich aus interessiert. Reich bat ihn am 30. Dezember 1940 brieflich um eine Unterredung „in einer wissenschaftlich schwierigen und drängenden Angelegenheit.“ Das daraufhin vereinbarte Treffen am 13. Januar 1941 führte dazu, dass Einstein sich von Reich einen Orgonakkumulator zustellen ließ, um selbst an ihm Reichs Behauptungen zu überprüfen. Die subjektiven Lichterscheinungen ließ Einstein außer Acht, um sich „ganz auf das Temperaturphänomen“, eine gemessene höhere Temperatur im Innern des Orgonakkumulators bei Fehlen einer Wärmequelle, zu konzentrieren. Einstein bestätigte zwar die Temperaturdifferenz, konnte sie aber auf naturwissenschaftlicher Basis mittels der thermischen Konvektion erklären. Die Reich’sche „Orgonhypothese“ nannte Einstein eine Illusion. Er teilte dies Reich brieflich am 7. Februar 1941 mit, indem er mit den Worten schloss: „Ich hoffe, dass dies ihre Skepsis entwickeln wird, dass Sie sich nicht durch eine an sich verständliche Illusion trügen lassen.“
Da Einstein seine Interpretation nicht direkt im ersten, mehrstündigen Gespräch gegeben und sich die Mühe eigener Experimente gemacht hatte, fühlte Reich sich zu einer „fachlichen“ Fortsetzung der Diskussion ermutigt. Er schrieb am 20. Februar 1941 einen langen Brief an Einstein, in dem er Argumente gegen Einsteins Interpretation vorbrachte und variierte Experimentalanordnungen sowie zahlreiche technische Details erörterte. Auf diesen Brief antwortete Einstein nicht mehr.

### Weitere Rezeption
Von wissenschaftlicher Seite wird die Orgontheorie den Pseudowissenschaften zugerechnet.
Kritik an Reichs Theorie kam nicht nur aus der akademischen Naturwissenschaft, sondern auch von Protagonisten des New Age. Autoren wie Ken Wilber, Theodore Roszak und Morris Berman warfen Reich „rigiden Szientismus“ vor, andere hingegen, etwa Fritjof Capra, begrüßten ihn als einen „Vorkämpfer des Paradigmenwechsels“. Forschungen zum Orgonakkumulator wurden danach meist von Personen durchgeführt, die zwar eine akademische Ausbildung hatten, aber nicht im Rahmen akademischer Institutionen tätig waren (Ausnahmen sind unter anderen die beiden unten aufgeführten Studien an den Universitäten Marburg und Wien).
Die 1982 gegründete Vereinigung Institute for Orgonomic Science in New York widmet sich der Fortsetzung von Reichs Arbeit, gibt eine digitale Zeitschrift dazu heraus und sammelt entsprechende Arbeiten.
In den Jahren 1990 bis 1994 lief ein Projekt zum Thema Lebensenergieforschung an der Abteilung für Naturheilkunde, Universitätsklinikum Benjamin Franklin der Freien Universität Berlin. Schwerpunkt war die Evaluation der Orgon-Theorie. Dazu wurden die biophysikalischen Theorien und Experimente von Reich durch messtechnischen Nachvollzug und Analyse der gesamten Literatur untersucht.
Im baugleichen Nachvollzug der Experimente konnten tatsächlich dieselben Phänomene beobachtet werden, wie sie von Reich beschrieben wurden. Die Analyse der Versuchsdesigns und der Einsatz moderner Messtechnik zeigten jedoch, dass alle auftretenden Phänomene durch klassische physikalische Effekte erklärbar sind. Ein Hinweis auf eine spezifische Lebensenergie konnte nicht gefunden werden.